# Bugaboo Park
Bugaboo Park är en park i Kanada.   Den ligger i provinsen British Columbia, i den centrala delen av landet, 3 100 km väster om huvudstaden Ottawa. Bugaboo Park ligger 2 255 meter över havet.
Terrängen runt Bugaboo Park är bergig. Trakten runt Bugaboo Park är nära nog obefolkad, med mindre än två invånare per kvadratkilometer.. Det finns inga samhällen i närheten. 
Trakten runt Bugaboo Park består i huvudsak av gräsmarker.